# Bert Sommer
Bert Sommer, nome completo Bert William Sommer (Albany, 7 febbraio 1949 – Troy, 23 luglio 1990), è stato un cantante e attore statunitense.

## Biografia
Fece per un breve periodo parte del gruppo The Left Banke, con cui nel 1967 scrisse e incise il singolo di successo Ivy Ivy / And Suddenly.
Nel 1969 fu tra gli artisti che si esibirono sul palco di Woodstock dove fu particolarmente apprezzata la sua interpretazione di America di Paul Simon. Sull'esperienza di Woodstock scrisse poi la canzone We're All Playing In The Same Band, che nel settembre 1970 raggiunse il 48º posto della classifica Billboard Hot 100.
Nel biennio 1969/70 interpretò a Broadway il ruolo di Woof nell'allestimento originale del musical Hair (sono suoi i capelli disegnati sulla locandina dello spettacolo), mentre nel 1976 partecipò al programma televisivo per bambini The Krofft Supershow.
È morto nel 1990 a causa di un'insufficienza respiratoria che lo affliggeva da tempo. La sua ultima esibizione avvenne a Troy, pochi giorni prima della scomparsa, quando suonò insieme all'amico Johnny Rabb.

## Discografia
- 1969 - The Road To Travel Capitol Records
- 1970 - Inside Bert Sommer Eleuthera
- 1970 - Bert Sommer Buddah
- 1977 - Bert Sommer Capitol Records